# Chambre 12, Hôtel de Suède
Chambre 12, Hôtel de Suède är en fransk dokumentärfilm från 1993 om inspelningen av Till sista andetaget 1960.